# Nesonektris
Nesonektris aldridgei é um gênero monotípico de cordados deuterostômios extintos do Botomiano Tardio do Lagerstätte do Folhelho da Baia dos Emus na Ilha dos Cangurus, Austrália.  Até o momento é o quarto veticulídeo descrito que não está restrito aos Folhelhos de Maotianshan (os outros três sendo Ooedigera do Sirius Passet, Banffia do Folhelo de Burgess, e Skeemella do Folhelo de Wheeler).

## Etimologia
O nome do gênero significa "nadadores de ilhas" em referência as claras adaptações para um estilo de vida nectônico na coluna d'água e a grande distância da Ilha dos Cangurus em relação a China, epicêntro da diversidade de veticolídeos durante o período Cambriano. O epíteto específico comemora os eforços e memória de Richard "Dick" Aldridge em sua pesquisa crucial em resolver as relações taxonômicas dos veticolídeos.

## Anatomia

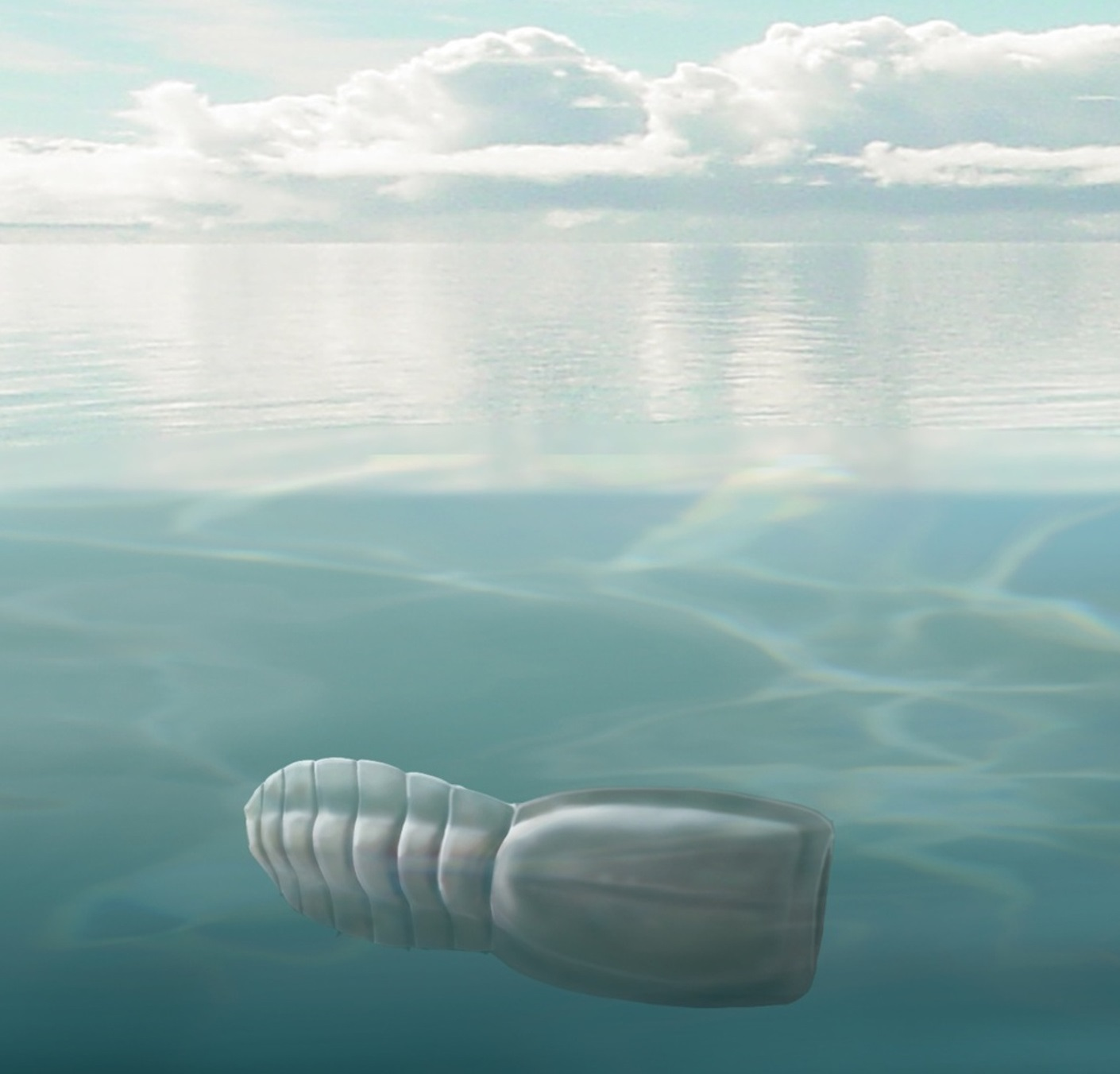
Um exemplar de Nesonektris aldridgei se desloando na superfície oceânica no Cambriano Tardio

N. aldridgei foi descrita com base em vários fósseis incompletos que sugerem que, em vida, era um dos maiores representantes dos vetucolídeos. O maior dos fósseis mede cerca de 150 millimetros de comprimento, levando pesquisadores a estimar o tamanho total do organismo em cerca de 170 millimetros.  Os fósseis perfeitamente preservados evidenciam a presença de uma notocorda no interior de sua cauda, indicando que esses organismos estavam relacionados com os cordados, especialmente os tunicados. A porção anterior do corpo e morfologia geral assemelham o gênero as demais espéices presentes na família Vetulicolidae. Apesar das aparentes similaridades os pesquisadores envolvidos em sua descrição não se sentiram confiantes em designar o gênero a nenhuma das duas famílias já descritas de veticolídeos, Vetulicolidae e Didazoonidae.